# Ila
Ila, Ilá či Ida je védská bohyně, personifikace oběti mléka a ghí, jejíž jméno znamená „výživa“. Je dcerou Manua, prapředka lidstva. V pozdně védském období je pramatkou lunární dynastie, jednoho z velkých kšatrijských rodů, která se v důsledku Šivovy kletby mění v muže jménem Sudjumna a zase zpět.
Jméno Ila nese také Vájuova dcera, která si vzala Dhruvu s kterým zplodila syna Utkalu, a jedna z žen Vasudévy, otce Kršny, a matka Uruvalky a dalších synů.

## Bohyně
V Rgvédu je úzce spjatá s potravou poskytovanou skotem a je označovaná jako matka stád, jako máslonohá a másloruká, bůh ohně Agni, hojně spojovaný s obětí másla je v jednom případě označen za jejího syna. Ila v Rgvédu společně s bohyněmi Sarasvatí a Bháratí vzývanou v obětních hymnech zvaných áprí a ápra. Společně s nebeským hřebcem Dadhikrávanem a Ašviny je zmiňována při ranní oběti.
V pozdější Šatapatha bráhmaně se už objevuje také motiv že je dcerou Manua, prvního obětníka a prapředka lidstva, plodem jeho obětí a že skrze ní vzniklo lidstvo. V témže textu je také označena za dceru Mitry-Varuny. Podle Taittiríja bráhmany jí Manu poslal dohlížet na dévy a asury zda správně obětují, a když ta zjistila že oběť byla provedena špatně popsala jak má být provedena správně a umožnila také dévům dosáhnout blahobytu. Už v Rgvédu je však označena za matku Purúravase.
Slovník málo známých slov Naighantuka uvádí jméno Idá jako synonymum pro krávu.

## Pramatka lunární dynastie
V pozdějších pramenech se Ila stává postavou u které se objevuje motiv průběžné androgynity, tedy jejíž pohlaví se v průběhu času mění. Je dcerou je dcerou Manua a jeho ženy Srádhy, a sestrou Ikšvákua. Podle Bhagaváta purány Manu vykonal oběť aby se mu narodil syn, namísto toho se mu však narodila dcera Ila, ale ta byla po jeho stížnostech ršiovi Vasištovi proměněna v chlapce jménem Sudjumna. Později však Šivova kletba vedla k tomu že Ila se stala zase ženou a v této podobě se vdala za Budhu, boha planety Merkur, s kterým zplodila syna Purúravase. Ila však nebyla v ženské podobě šťastná a tak po zásahu Vasišthy Šiva souhlasil že může být mužem každý druhý měsíc. Jako Sudjumna byl pak vyučován ršiem Naradou a dosáhl spasení uctíváním bohyně Déví. Podle Váju purány Ila vzešla z Manuovy oběti Mitrovi a Varunovi, a tito dva bohové ji pak adoptovali jako dceru.
Příběh je v různých podobách vyprávěn v několika puránách, Rámajáně a Mahábháratě, což svědčí o jeho významu a oblíbenosti. Podle jedné z verzí byl Sudjumna proměněn zpět v ženu v důsledku kouzla které Šiva seslal na les, kde se miloval s Parvatí, a hned jak si všiml proměny prosil Šivu aby kouzlo zvrátil. Kouzlo však mohlo být pouze pozměněno a tak se pohlaví Ily-Sudjummy měnilo každý měsíc a proměnu si navíc nepamatovali. Do Ily se pak zamiloval Budha a když se ta proměnila v muže tak tomu zalhal že jeho sloužící v lese zabila bouře a Sudjumma se ze žalu rozhodl žít v lese a stáhnout se ze světa. Následné měsíce se Ila věnovala milování s Budhou, s kterým zplodila Purúvarase, zatímco Sudjumma s Budhovou pomocí studiu svatých textů a pokání.
Harivamši, dodatek k Máhábháratě, uvádí že Manuovi se narodila dcera v důsledku chyby v chvalozpěvu při oběti. Podle Rámajány byla tato postava mužem od počátku a Ila se objevila až v důsledku Šivovy kletby. V téměř všech verzích Ila- Sudjumma preferuje svoje mužské tělo, se svým stavem se však smiřuje, výjimkou je verze obsažená Skanda puráně, v které Ila chce zůstat ženou a sloužit velké bohyni Déví. I v této verzi však Ila změní názor poté co jí bohyně vysvětlí že život ženy je prokletý a žalostný. Nakonec tak ve většině verzí dosáhne své trvalé proměny muže, výjimkou je Bhágavata purána podle které Ila-Sudjumma po svém vstupu na nebesa má androgynní povahu. Ila- Sudjumma je označován/a za matku i otce jedné z dvou hlavních kšatrijských dynastií staré Indie zvané Čandravamša „lunární dynastie“ či Ailové „potomci Ily“.